# Rosario Wanders
El Rosario Wanders, también conocido como Wanders o Wanders de Rosario, fue un club de fútbol argentino fundado en 1950 por Emilio Reuben y José Fabrini durante la era de "El Dorado" del fútbol colombiano. Su objetivo principal era participar en partidos de exhibición para luego vender jugadores a los equipos emergentes de la liga colombiana.
El equipo estaba integrado por jugadores provenientes de Rosario, Argentina, y durante una gira de exhibición en Colombia, los dirigentes de la ciudad de Armenia tomaron la decisión de adquirir todo el equipo por la suma de 22 mil dólares de la época. Tras la compra, el equipo fue rebautizado como Deportes Quindío y se inscribió en el Campeonato de Primera División de Colombia a partir de 1951.

## Historia
En la época de El Dorado del fútbol colombiano, Emilio Moisés Reuben quien jugó en el Deportivo Cali y en el América de Cali, decidió volver a Argentina, específicamente a Rosario donde se encontró con José Fabrini con quien conformó un equipo de jugadores rosarinos para una temporada enfrentando a los clubes colombianos en busca de que alguno de sus jugadores fuera contratado.
Por ese entonces, la ciudad de Armenia pertenecía al Departamento de Caldas y sabiendo de los recientes triunfos del equipo de la capital, el Deportes Caldas en 1950, además de los deseos separatistas de los dirigentes de La Ciudad Milagro, hicieron avivar el deseo de traer el fútbol profesional a su ciudad, en ese entonces en pleno desarrollo.
Conociendo la gira de exhibición que realizaba en Colombia el equipo argentino, los señores Josué Moreno Jaramillo, Aristóbulo Gómez, Julián Velásquez, Ancízar López, Nepomuceno Jaramillo, y Andrés Giraldo, estudiaron la posibilidad de contratar a algunos jugadores que inicialmente harían parte del equipo. Después de varias charlas con José "Próspero" Fabrini y Moisés Emilio Reuben, encargados del equipo argentino, se concretó la negociación por 22 mil dólares y confirmaron que todo el equipo se quedaría en Armenia, se llamaría Deportes Quindío y jugaría sus partidos en el estadio San José.

## Homenajes
Uno de los grupos pertenecientes a la Artillería Verde Sur, hinchada del Deportes Quindío, lleva su nombre bajo el seudónimo Wanders 51.